# Giuseppe Maria Feroni

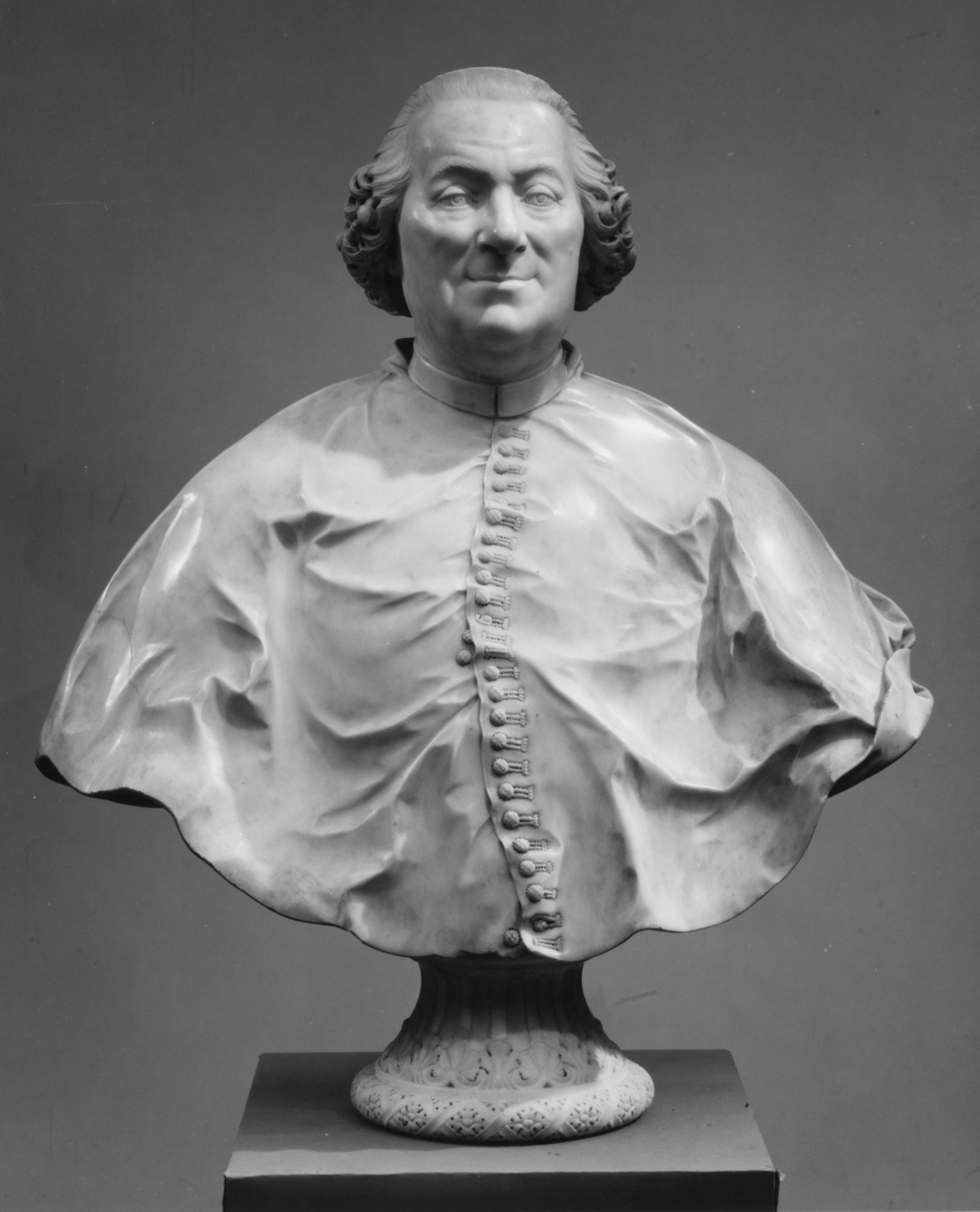
André le Brun, Kardinal Giuseppe Maria Feroni, Marmor, Höhe: 72,4 cm (Höhe des Sockels: 17,8 cm), um 1767, Metropolitan Museum of Art in New York City.

Giuseppe Maria Feroni (* 30. April 1693 in Florenz; † 15. November 1767 in Rom; Nachname auch als Ferroni, Feronio und Feronus überliefert) war ein italienischer Geistlicher und Kardinal der Römischen Kirche.

## Leben

### Frühe Jahre
Feroni stammte aus der wohlhabenden Adelsfamilie der Markgrafen von Bellavista. Er war der Sohn des Marchese Fabio Feroni und der Costanza della Stufa.
Er studierte zunächst am Collegio Clementino in Rom, 1711 an der Päpstlichen Diplomatenakademie ebendort, später dann an der Universität La Sapienza, wo er am 15. Januar 1716 zum Doctor iuris utriusque promoviert wurde. Am 16. Januar 1716 trat er als Anwärter zum Apostolischen Protonotar in die römische Prälatur ein, am 23. Januar desselben Jahres wurde er Referendar bei der Apostolischen Signatur.

### Kirchliche Laufbahn
Die Priesterweihe empfing Giuseppe Maria Feroni am 22. Oktober 1719. Papst Clemens XI. ernannte ihn zum Domherren der Lateranbasilika. Er wurde am 10. Mai 1728 zum Titularerzbischof von Damascus ernannt. Papst Benedikt XIII. spendete ihm am 30. Mai 1728 in der Vatikanbasilika die Bischofsweihe; Mitkonsekratoren waren Francesco Scipione Maria Borghese, Titularerzbischof von Traianopolis, und Nicola Saverio Santamaria, Titularbischof von Cyrene. Am 4. Juni 1728 wurde Feroni Päpstlicher Thronassistent.
Im Konsistorium vom 26. November 1753 wurde er von Papst Benedikt XIV. zum Kardinalpriester kreiert und erhielt am 10. Dezember 1753 als Titelkirche San Pancrazio. Er nahm am Konklave 1758 teil, das Papst Clemens XIII. wählte. Vom 28. Januar 1760 bis zum 16. Februar 1761 war er Camerlengo des Kardinalskollegiums. Nach dem Tod von Kardinal Fortunato Tamburini am 9. August 1761 wurde Feroni Präfekt der Ritenkongregation. Am 17. Dezember 1764 erhielt er die Titelkirche Santa Cecilia. Im Herbst 1765 zog er nach Siena, wo er Kommendatarabt der Abtei San Galgano war.

### Tod
Giuseppe Maria Feroni starb am 15. November 1767 in Rom an einer Nierenerkrankung. Seine letzte Ruhestätte mit einem eleganten Grabmal befindet sich in seiner Titelkirche Santa Cecilia in Trastevere.